# Thierry Junquet
Cet article possède un paronyme, voir Thierry Jonquet.
Thierry Junquet est un kayakiste français de slalom. 
Il est médaillé de bronze en kayak monoplace (K1) par équipe aux Championnats du monde de slalom 1981 à Bala. 